# Sakina Boutamine
Sakina Boutamine (sinh ngày 2 tháng 6 năm 1953) là một vận động viên chạy bộ đường trung bình người Algérie đã nghỉ hưu, chuyên về 1500 mét và 3000 mét. Cô đã giành huy chương vàng trong cả hai sự kiện trong Giải vô địch châu Phi khai mạc năm 1979 tại Dakar.

## Giải đấu quốc tế
| Năm                  | Giải đấu              | Địa điểm                 | Thứ hạng             | Nội dung             | Chú thích            |
| Representing Algérie | Representing Algérie  | Representing Algérie     | Representing Algérie | Representing Algérie | Representing Algérie |
| -------------------- | --------------------- | ------------------------ | -------------------- | -------------------- | -------------------- |
| 1978                 | All-Africa Games      | Algiers, Algeria         | 2nd                  | 800 m                | 2:05.64              |
| 1978                 | All-Africa Games      | Algiers, Algeria         | 1st                  | 1500 m               | 4:16.43              |
| 1979                 | African Championships | Dakar, Senegal           | 1st                  | 1500 m               | 4:23.6 (a)           |
| 1979                 | African Championships | Dakar, Senegal           | 1st                  | 3000 m               | 9:31.1 (a)           |
| 1979                 | Mediterranean Games   | Split, Yugoslavia        | 3rd                  | 1500 m               | 4:10.60              |
| Representing Africa  |                       |                          |                      |                      |                      |
| 1977                 | IAAF World Cup        | Düsseldorf, West Germany | 6th                  | 1500 m               | 4.18.5               |
| 1979                 | IAAF World Cup        | Montreal, Canada         | 4th                  | 1500 m               | 4.12.13              |
| 1979                 | IAAF World Cup        | Montreal, Canada         | 7th                  | 3000 m               | 9.30.73              |